# 阿达河畔切尔维尼亚诺
阿达河畔切尔维尼亚诺（義大利語：Cervignano d'Adda）是意大利洛迪省的一个市镇。总面积4平方公里，人口2003人，人口密度500.8人/平方公里（2009年）。ISTAT代码为098018。